# Pierre-Marie Carré
Pierre-Marie Joseph Carré (* 22. dubna 1947, Serques) je francouzský římskokatolický kněz a od 3. června 2011 do 9. července 2022 montpellierský arcibiskup.

## Život
Papež Benedikt XVI. jmenoval Carrého již 14. května 2010 koadjutorem arcibiskupa Guy Thomazeaua, po němž nastoupil 3. června 2011. Po dosažení kanonického věku byl roku 2022 emeritován.